# Warsaw Trade Tower
Warsaw Trade Tower – wieżowiec biurowy znajdujący się przy ul. Chłodnej 51 w dzielnicy Wola w Warszawie. 
Wysoki na 208 metrów budynek z linią dachu na 184 metrach był najwyższym biurowcem w Warszawie do oddania do użytku Varso Tower.

## Opis
Zbudowany w latach 1997–1999 przez koreański koncern Daewoo, który w 2002 sprzedał obiekt amerykańskiej spółce Apollo-Rida. Obecnym właścicielem i zarządcą budynku jest spółka Globalworth.
Wieżowiec liczy 208 metrów wysokości, na które składają się 42 kondygnacje naziemne (2 handlowe, 35 biurowych i 5 technicznych). Oprócz biur, pierwsze dwie naziemne kondygnacje pełnią funkcje handlowe, a trzy podziemne pełnią funkcję parkingu na 300 samochodów.
Fundament Warsaw Trade Tower sięga 11 metrów pod ziemię i opiera się na 156 palach. Centralnym elementem budynku jest żelbetowy trzon, w którego wnętrzu znajdują się szybkobieżne windy, osiągające prędkość 7 m/s.
Iglica WTT to metalowy maszt zakończony anteną przekaźnikową przyczepiony do budynku na stalowych obręczach. Iglica rozpoczyna się na wysokości 32. piętra i ma łączną długość 85 metrów.
W latach 2015–2016 wieżowiec przeszedł gruntowną modernizację. W wyniku wdrożonych zmian obiekt zyskał szereg udogodnień wyznaczających standardy współczesnych biurowców, m.in. dotyczących charakteru przestrzeni wspólnych oraz otoczenia. Do najważniejszych zmian można zaliczyć: 
- modernizację i przebudowę kilkukondygnacyjnego lobby ze zmienionymi okładzinami na ścianach i posadzce – wprowadzono biel i elementy drewna tekowego; postawiono wyspy do odpoczynku wraz ze stolikami; wprowadzono roślinność oraz fortepian, na którym grane są ogólnodostępne koncerty;
- stworzenie wspólnej jadalni dla najemców pozwalającej na samodzielne przygotowywanie posiłków;
- powstanie specjalnej przestrzeni konferencyjno-eventowej na 35. piętrze;
- zaaranżowanie strefy relaksu oraz sali do ćwiczeń;
- do użytku najemców oddano dwa samochody elektryczne;
- wydzielono zewnętrzny parking dla food-trucków;

W tym samym czasie obiekt pomyślnie przeszedł proces certyfikacji środowiskowej metodą BREEAM In-Use i uzyskał ocenę 63,1% (poziom Very Good) w kategorii Asset Performance (wydajność zasobów).
Od 2024 roku Warsaw Trade Tower jest szóstym pod względem wysokości budynkiem w Polsce. Przewyższają go: Varso Tower, Pałac Kultury i Nauki, rzeszowski Olszynki Park, Warsaw Spire i wrocławski Sky Tower. Budynek posiada certyfikat BREEAM na poziomie Excellent.

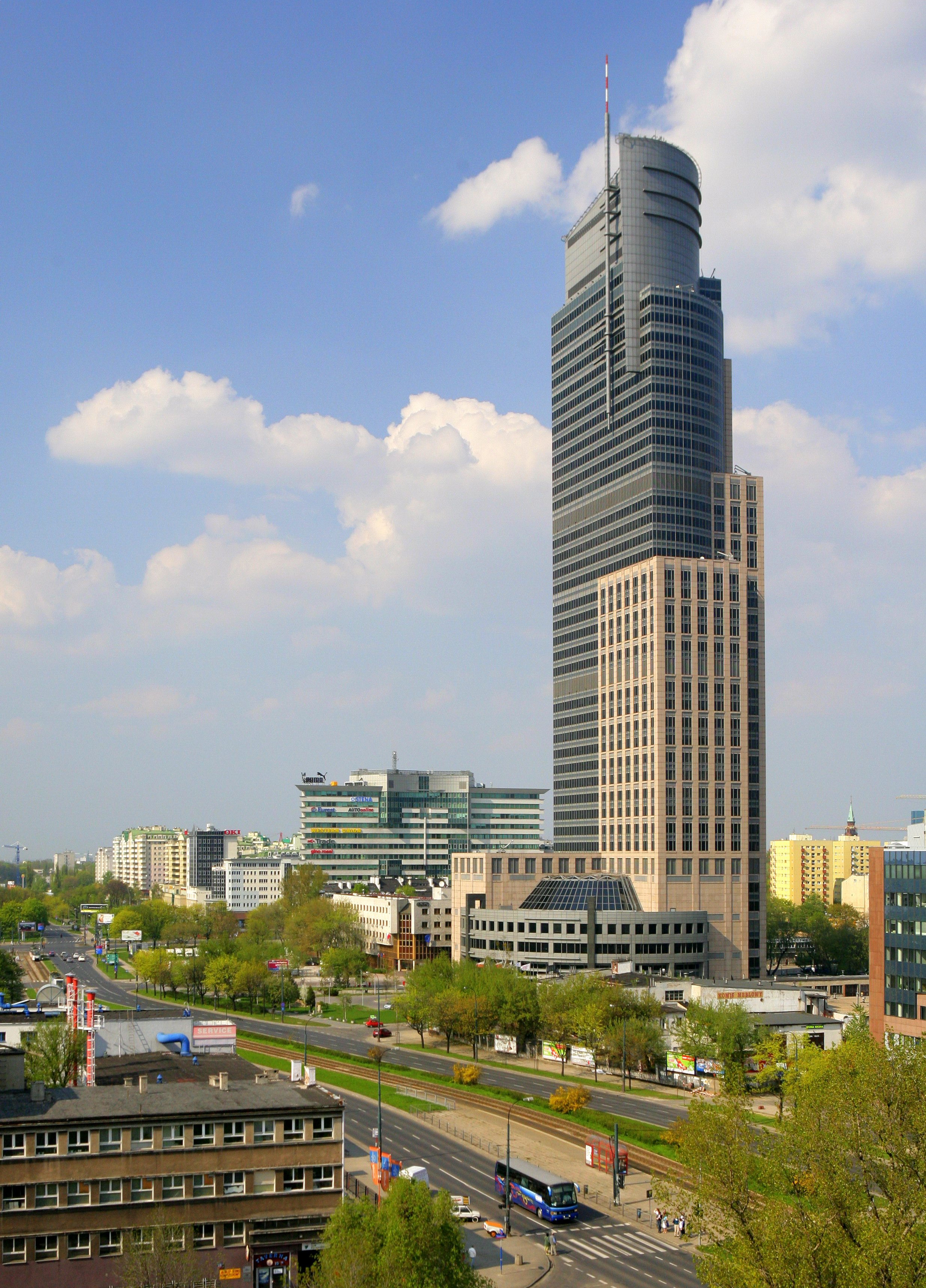
Widok budynku od strony ulicy Towarowej

### Dane techniczne
- Powierzchnia biurowa: 42 300 metrów kwadratowych
- Powierzchnia handlowa: 2100 metrów kwadratowych
- 3 poziomy parkingu (liczba miejsc parkingowych podziemnych: 308)
- liczba miejsc parkingowych naziemnych: 150
- 35 pięter biurowych, 2 piętra handlowe, 5 pięter technicznych

## Fauna
W 2017, w związku z pracami konserwacyjnymi iglicy Pałac Kultury i Nauki i przeniesieniem ich gniazda kilka pięter niżej, para sokołów wędrownych, Franek i Giga, przeniosła się na poziom techniczny Warsaw Trade Tower. Tam doczekała się trójki młodych.

## Emisja radiowa
| Lp. | Program      | Właściciel         | Częstotliwość | Moc nadajnika | Polaryzacja | Uwagi                              |
| --- | ------------ | ------------------ | ------------- | ------------- | ----------- | ---------------------------------- |
| 1   | Radio Pogoda | Agora S.A.         | 99,5 MHz      | 0,1 kW        | pionowa     | Nadawane od godziny 00:00 do 12:00 |
| 2   | Chillizet    | Eurozet Sp. z o.o. | 101,5 MHz     | 0,54 kW       | pionowa     |                                    |